# VAG BSE-motor
VAG BSE motoren er en motor i VAG-koncernens serie af benzinmotorer på 1,6 liter. Koderne for de tilsvarende motorer er AVU, BFS, BFQ, ALZ, BGU og BSF.
Motoren er siden 2005 blevet installeret i en lang række af VAG-koncernens bilmodeller.